# Frank Leigh
Pour les articles homonymes, voir Leigh.
Frank Leigh, né à Londres le 18 avril 1876, et mort à Los Angeles le 9 mai 1948, est un acteur britannique.

## Biographie
Né à Londres en 1876, Leigh s'installe à Hollywood et obtient des rôles importants à l'époque du cinéma muet. À la suite de l'avènement du parlant, il est relégué à des rôles de second plan. À la fin des années 1930, toutes ses apparitions à l'écran ne sont pas créditées. Il est décédé à Los Angeles en 1948.

## Filmographie partielle
- 1920 : La Jolie Infirmière (Nurse Marjorie) de William Desmond Taylor : Lord Douglas Fitztrevor
- 1920 : Help Wanted-Male de Henry King : le concierge
- 1923 : Un gentilhomme d'Amérique (The Gentleman from America) de Edward Sedgwick : Don Ramón Gonzales
- 1923 : Truxton King de Jerome Storm
- 1923 : Rosita d'Ernst Lubitsch et Raoul Walsh (non crédité) : Le commandant de la prison
- 1924 : The Reckless Age de Harry A. Pollard : George Jenkins
- 1924 : The Breath of Scandal de Louis Gasnier
- 1926 : Secret Orders de Chester Withey : le cuisinier
- 1926 : The Adorable Deceiver de Phil Rosen
- 1926 : The Flaming Forest de Reginald Barker
- 1927 : Soft Cushions d'Edward F. Cline
- 1929 : Below the Deadline de J. P. McGowan
- 1929 :  La Treizième Chaise (The Thirteenth Chair) de Tod Browning : le professeur Feringeea